# 雨霁舞步
《雨霁舞步》是由日本前偶像男子组合SMAP成员稻垣吾郎、草彅刚、香取慎吾的单曲。该单曲由菅野洋子作曲、麻生哲朗作词，并由日本华纳音乐负责发行。

## 公益应援
《雨霁舞步》将于2018年3月19日在iTunes Store上限时发行，截止至2018年6月30日，单曲全部收益将捐赠支持日本残疾人运动。

### 脚注
1. ↑  中文译名参考自人民网日本频道新闻《原SMAP三名成员发布新歌 助力残疾人运动》。

### 出典
1. ↑  . ATARASHIICHIZU.   [2018-03-10]. （原始内容存档于2020-11-30）.
2. ↑  . Natelie.   [2018-03-10]. （原始内容存档于2019-10-14）.
3. ↑  . 人民网. 朝日新闻.   [2018-03-10]. （原始内容存档于2018-03-10）.